# Aracar
Le volcan Aracar, est un stratovolcan actif mais au repos actuellement, qui se trouve dans la province argentine de Salta (département de Los Andes). Son altitude est de 6 095 mètres.

## Géographie

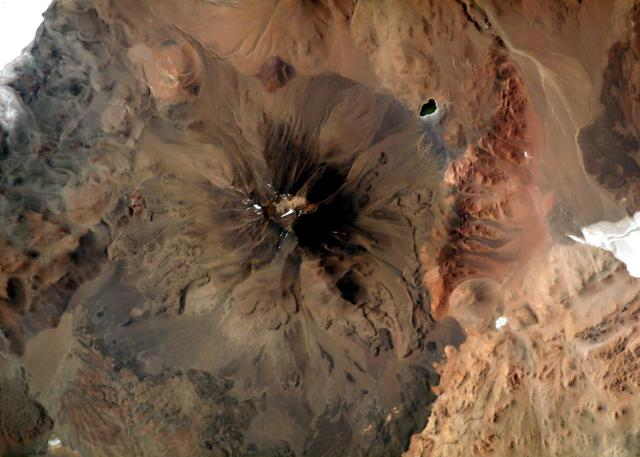
Vue aérienne de l'Aracar.

Le volcan Aracar se trouve à une vingtaine de kilomètres au nord-est du volcan Arizaro et à plus ou moins 40 kilomètres à l'est-nord-est du Socompa. Il domine le Salar d'Arizaro, situé à une quinzaine de kilomètres au sud-est, et vers lequel il a bien souvent laissé couler de larges flots de lave.
À l'ouest on trouve une série de trois volcans situés à 22-25 kilomètres de son cratère et appelés du nord au sud : le Pular (6 224 m), et le Pajonales (5 958 m) en territoire chilien, et le Salín (6 022 m) à la frontière entre les deux pays. Ensemble avec ces trois volcans et avec l'Arizaro (6 224 m), l'Aracar délimite une assez vaste cuvette occupée par le Salar de Pular.
Son cratère d'allure jeune a un diamètre de 1 à 1,5 km, et contient un petit lac. Le stratovolcan andésitique se trouve au-dessus d'un dôme de lave. Il y a des coulées de lave bien préservées à la base du volcan, sous les 4 500 mètres d'altitude.

## Histoire éruptive
Le volcan s'est construit durant trois cycles éruptifs datant du Pliocène. La dernière éruption date de l'année 1993.